# Hawker Sea Fury
El Hawker Sea Fury («furia marina» en inglés) fue un caza embarcado británico desarrollado por Hawker en la Segunda Guerra Mundial para el AAF (Fleet Air Arm: Arma Aérea de la Flota). Fue el último avión a hélice en servir en la Royal Navy (Real Marina británica - RN) y uno de los aviones monomotores a pistón más rápidos. Se calcula que en total se produjeron alrededor de 860 Sea Fury.

## Diseño y desarrollo
El Hawker Fury era una evolución, y también el sucesor, del exitoso caza Hawker Typhoon y del cazabombardero Hawker Tempest de la Segunda Guerra Mundial. El Fury fue diseñado en 1942 por el famoso diseñador de Hawker Sydney Camm, para cumplir con un requerimiento de la Real Fuerza Aérea Británica para reemplazar al Tempest Mk. II. Desarrollado como el Tempest Light Fighter (caza liviano Tempest), utilizaba paneles alares externos semielípticos modificados del Tempest, que iban soldados y remachados en el centro del fuselaje. El mismo fuselaje era muy similar al del Tempest, aunque completamente monocasco, y tenía una cabina más elevada para mejorar la visibilidad del piloto. El Ministerio del Aire estuvo lo suficientemente impresionado con el nuevo diseño para redactar la especificación F.2/43 que se adaptaba completamente a éste.

### Conversión naval

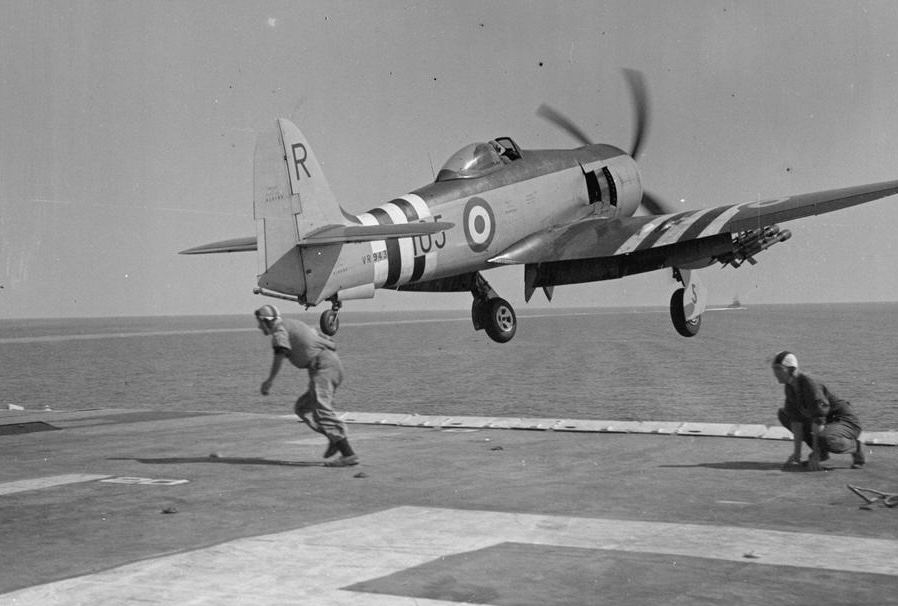
Despegue de un Sea Fury FB.11 de la Royal Navy desde un portaaviones en 1951.

En 1943, el nuevo diseño fue modificado para cumplir con el requisito N.7/43 de la RN, para un caza embarcado. La empresa británica Boulton Paul Aircraft se encargó del diseño del caza navalizado, mientras que Hawker continuaba su trabajo en el diseño de la RAF. El primer prototipo del Sea Fury voló por primera vez el 21 de febrero de 1945, siendo impulsado por un motor Bristol Centaurus XII.
El primer prototipo estaba equipado con un gancho en forma de aguijón para atrapar los cables en los aterrizajes en portaviones, pero no tenía alas plegables, lo que dificultaba su almacenamiento en los pequeños hangares de los buques. El primer aparato totalmente navalizado fue el segundo prototipo, propulsado por un motor Bristol Centaurus XV, que impulsaba una nueva hélice de cuatripala Rotol, y alas plegables. La especificación S.7/43 fue modificada por la N.22/43, que ordenaba la construcción de 200 ejemplares, 100 de estos en las instalaciones de Boulton-Paul.
Ambos prototipos estaban llevando a cabo las pruebas en portaviones cuando los japoneses se rindieron en 1945, terminando con el desarrollo del Fury, aunque los trabajos en el navalizado Sea Fury continuaron. La orden de construcción original fue reducida a 100 aviones y el acuerdo con Boulton-Paul fue cancelado. El primer modelo de producción, el Sea Fury Mk X voló el 7 de septiembre de 1946 y el tercero efectuó las pruebas navales a bordo del HMS Victorius durante el invierno de 1.946-47. Sin embargo, aparecieron problemas con el gancho de frenado durante los apontajes, por lo que luego de algunas modificaciones, el Sea Fury obtuvo la calificación necesaria para operar desde portaviones a principios de 1947.

## Variantes

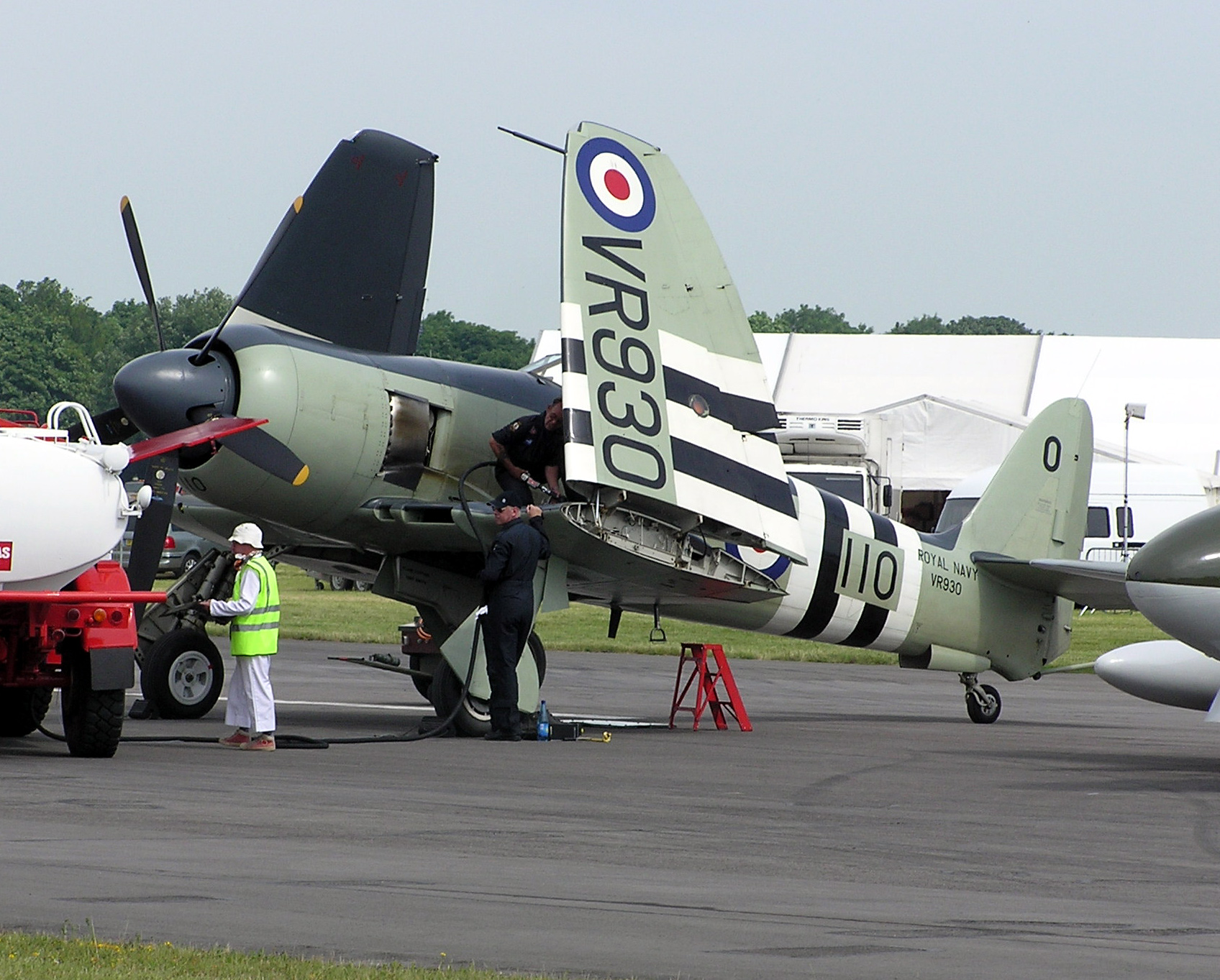
Hawker Sea Fury Mk.II con las alas plegadas expuesto en 2005

- Fury Mk I: monoplaza basado en tierra construido para la Fuerza Aérea de Iraq. Reconocido extraoficialmente como el Baghdad Fury. Fueron construidos 55 ejemplares.
- Fury Trainer: versión de entrenamiento para la Fuerza Aérea de Iraq. Fueron construidos 5 ejemplares.
- Sea Fury F.Mk 10: versión monoplaza de caza para la Royal Navy (RN)
- Sea Fury FB.Mk 11: versión monoplaza de cazabombardeo para la RN, la Real Marina Australiana (RAN) y la Real Marina Canadiense (RCN).
- Sea Fury T.Mk 20: versión biplaza de entrenamiento de la RN.
- Sea Fury F.Mk 50: versión monoplaza de caza construido para la Real Marina Holandesa (RNN).
- Sea Fury FB.Mk 51: versión monoplaza de cazabombardeo para la RNN
- Sea Fury FB.Mk 60: versión monoplaza de cazabombardeo para la Fuerza Aérea de Pakistán.
- Sea Fury T.Mk 61: versión de entrenamiento para la Fuerza Aérea de Pakistán.

## Operadores
Alemania
- Ocho de segunda mano para entrenamiento de la Luftwaffe.

 Australia
- Marina Real Australiana

 Birmania
- Fuerza Aérea de Birmania

 Canadá
- Marina Real Canadiense

 Cuba
- Fuerza Aérea Cubana

 Egipto
- Real Fuerza Aérea Egipcia

 Irak
- Fuerza Aérea Iraquí

 Marruecos
- Reales Fuerzas Aéreas Marroquíes

 Países Bajos
- Armada Real de los Países Bajos

 Pakistán
- Fuerza Aérea de Pakistán

 Reino Unido
- Royal Navy y reserva

## Historia operacional

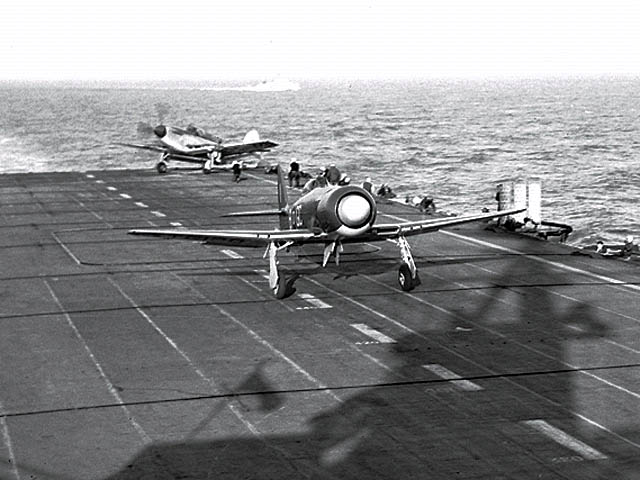
Hawker Sea Fury canadienses en la cubierta de un portaaviones

Los primeros modelos del Supermarine Seafire de la Royal Navy no eran completamente aptos para operar desde portaviones ya que tenían una visión pobre para los aterrizajes y un tren de aterrizaje demasiado corto, que dificultaba los despegues y los aterrizajes. Como era de esperarse, el Sea Fury Mk X lo reemplazó en casi todos los portaaviones en servicio de la RN Los Sea Fury equiparon los escuadrones Nº 736, 738, 759 y 778 del AAF.
Al F.Mk X, le siguió la versión cazabombardero Sea Fury FB.Mk 11, más tarde conocida como FB.11, del que se produjeron 615 ejemplares, incluyendo 31 y 35 aparatos para las armadas de Australia y Canadá, respectivamente. El Sea Fury permaneció como el principal cazabombardero de la AAF hasta 1953 y fue reemplazado por el Hawker Sea Hawk y por el Supermarine Attacker.

### Guerra de Corea

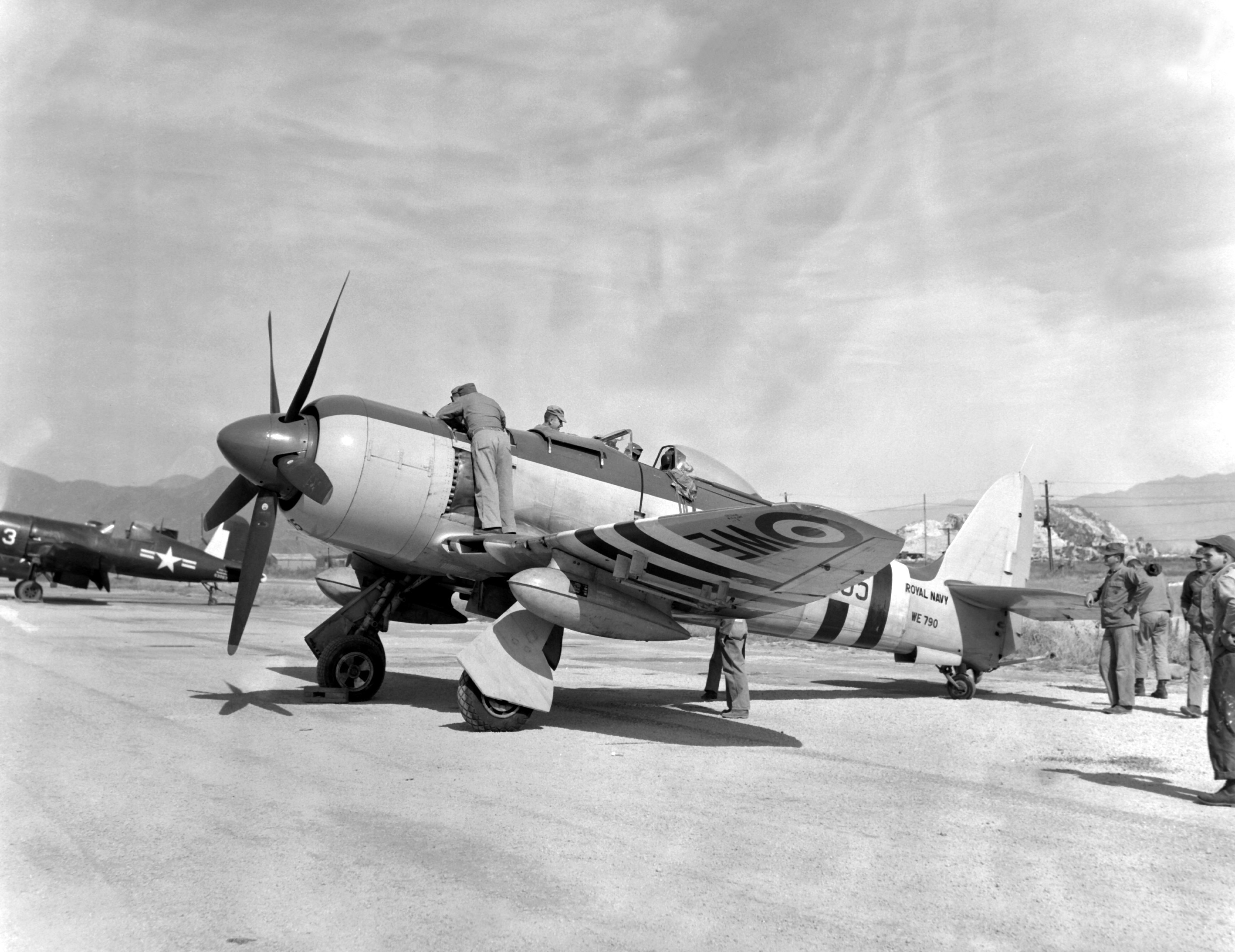
Un Sea Fury FB.11 australiano durante la guerra de Corea.
Al fondo se ve un F4U Corsair de la USAF

El FB.Mk 11 participó en la guerra de Corea como avión de apoyo táctico, volando desde los portaviones de la RN HMS Glory (R62), HMS Ocean (R68), HMS Theseus (R64) y desde el portaviones australiano HMAS Sydney . El 8 de agosto de 1952, el piloto Peter Carmichael del AAF derribó un caza a reacción MiG-15 en un combate aéreo, convirtiendo al Sea Fury en uno de los pocos aviones a pistón en derribar un avión de reacción en combate) cuando su formación mixta de Sea Fury y Fairey Firefly fue atacada por 8 MiG-15. Durante el enfrentamiento, un Firefly resultó gravemente dañado mientras que todos los Sea Fury pudieron escapar sin daños. Un encuentro similar ocurrió al día siguiente, cuando los cazas Sea Fury utilizaron su maniobrabilidad superior para escapar de una emboscada de MiG-15.

### Servicio posterior

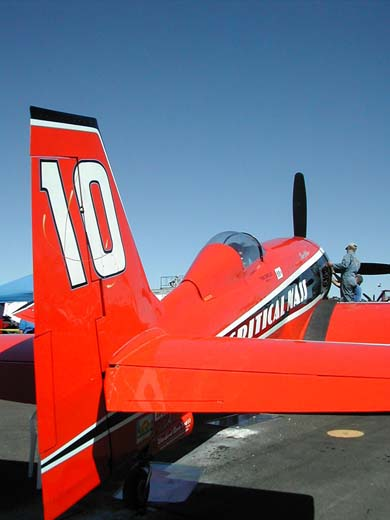
Critical Mass, un Sea Fury modificado para carreras aéreas

### Reino Unido
Los Sea Fury FB.11 entraron en servicio con los escuadrones de reserva de la RN en agosto de 1951. Los escuadrones equipados fueron los Nº 1831, 1832, 1833, 1834, 1835 y 1836, el escuadrón Nº 1832 fue el último en retirar los Sea Fury en agosto de 1955.

### Otros países
Otros usuarios de este aparato británico 
- los Países Bajos con 22 ejemplares Sea Fury F.Mk 50 yFB.Mk 50 y después adquirieron la licencia de fabricación para construir 24 más en las instalaciones de Fokker;
- Pakistán, con 93 Sea Fury Mk 60 y cinco T.Mk 61,
- Egipto, con 12 monoplazas,
- Birmania con 19 FB.Mk 11 ex Royal Navy (tres de ellos convertidos en remolcadores de blancos) y tres T.Mk 20, e
- Iraq, con 55 aparatos de una versión con base en tierra y cinco entrenadores biplazas con las cabinas en tándem.

### Cuba
A fines de 1958, el gobierno del dictador Fulgencio Batista compró 15 cazas Hawker Sea Fury del tipo FB.Mk 11 y dos entrenadores modelo T.Mk 20 , todos de segunda mano, que habían sido reacondicionados por Hawker. De esos 17 aviones, 10 fueron desarmados y colocados en enormes cajas que, a su vez, fueron cargadas en un barco con rumbo a Cuba, junto a una gran cantidad de bombas de 250 libras, balas y cohetes.
Tres años después, el régimen de Fidel Castro utilizó los Sea Fury para contrarrestar el intento de invasión por fuerzas anticastristas en la llamada Invasión de Bahía de Cochinos.
Debido a que la producción continuó después de la Segunda Guerra Mundial y los aviones permanecieron en servicio hasta 1955, muchos aviones sobrevivieron en diferentes condiciones. Algunos Sea Fury se encuentran en condiciones de vuelo en el presente, y casi una docena de ejemplares modificados en corren carreras aéreas. Otros se encuentran en exposiciones estáticas en museos alrededor del mundo.

## Especificaciones técnicas
Referencia datos: «Hawker's Tempestuous Finale», «Flight International»

### Características generales
- Tripulación: 1 (piloto)
- Longitud: 10,6 m (34,7 ft)
- Envergadura: 11,7 m (38,4 ft)
- Altura: 4,8 m (15,9 ft)
- Superficie alar: 26 m² (280 ft²)
- Peso vacío: 4190 kg (9234,8 lb)
- Peso cargado: 5670 kg (12 496,7 lb)
- Planta motriz: 1× Motor radial de 18 cilindros Bristol Centaurus 18.
  - Potencia: 1824 kW (2446 HP; 2480 CV)
- Hélices: 1× hélice de 5 palas por motor.

### Rendimiento
- Velocidad máxima operativa (Vno): 700 km/h (435 MPH; 378 kt) a 7.470 metros.
- Velocidad crucero (Vc): 625 km/h (388 MPH; 337 kt)
- Alcance: 1127 km (609 nmi; 700 mi)
- Techo de vuelo: 10 450 m (34 285 ft)
- Régimen de ascenso: 21,9 m/s (4311 ft/min)
- Carga alar: 218,1 kg/m² (44,7 lb/ft²)
- Potencia/peso: 2.28Hélice de 5 palas de un Sea Fury Mk. II.

### Armamento
- Ametralladoras: 2× Vickers Mk IV de 7,70 mm

- Cañones: 4× cañones automáticos Hispano de 20 mm
- Bombas: 908 kg
- Cohetes: 8x cohetes RP-3 de 76 mm.

### Desarrollos relacionados
- Hawker Typhoon
- Hawker Tempest

### Aeronaves similares
- Focke-Wulf Fw 190
- CAC CA-15 Kangaroo
- Chance Vought F4U Corsair
- Grumman F8F Bearcat
- Republic P-47 Thunderbolt
- Martin-Baker MB 5
- Supermarine Seafang / Supermarine Seafire
- Lavochkin La-9

### Listas relacionadas
- Anexo:Aviones embarcados